# Vịnh San Francisco

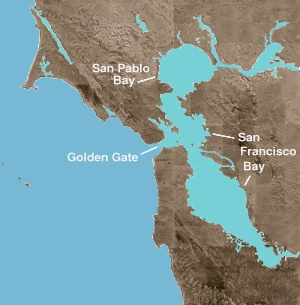
Vị trí vịnh San Francisco, vịnh San Pablo và Cầu Cổng Vàng

Vịnh San Francisco là một vùng cửa sông nông tại tiểu bang California, Hoa Kỳ. Đây là cửa biển mà thông qua nó khoảng 40% lượng nước của tiểu bang California từ các con sông: Sacramento và San Joaquin từ các vùng núi Sierra Nevada đổ ra Thái Bình Dương. Về mặt kỹ thuật thì cả hai con sông này đổ vào vịnh Suisun, mà vịnh này lại đổ vào eo biển Carquinez để gặp sông Napa tại cửa vào vịnh San Pablo, một vịnh nối phía nam của nó vào vịnh San Francisco, dù toàn bộ nhóm các vịnh liên kế nhau này được gọi chung là "vịnh San Francisco."
Vịnh San Francisco được bao bọc bởi vùng tiếp giáp nó gọi là Khu vực vịnh San Francisco, một khu vực có các thành phố lớn như San Francisco, Oakland, và San Jose.

## Địa chất học
Vịnh San Francisco được cho là kết quả của sự cong vênh vỏ Trái đất giữa đứt gãy San Andreas về phía tây và đứt gãy Hayward về phía đông, mặc dù bản chất chính xác của vấn đề này vẫn còn đang được nghiên cứu. Trong kỷ băng hà cuối cùng, phần lưu vực bây giờ đang được lấp đầy bởi nước, đã từng là một thung lũng lớn với những ngọn đồi nhỏ, giống như hầu hết các thung lũng của dãy Coast Ranges. Các con sông ở Thung lũng Trung tâm chảy ra biển qua một hẻm núi mà bây giờ được gọi là Cổng Vàng. Khi các tảng băng lớn tan chảy, mực nước biển tăng 300 feet (90 m) trong hơn 4.000 năm, đã làm cho thung lũng bị ngập nước từ Thái Bình Dương, trở thành vịnh. Những ngọn đồi nhỏ đã trở thành những hòn đảo như bây giờ.

## Các hoạt động giải trí
Vịnh San Francisco là nơi thu hút cho những tay chèo thuyền, cũng như lướt ván và lướt ván diều. Nguyên nhân là do có gió mạnh thổi liên tục theo hướng tây/tây bắc - gió ở mức Beaufort 6 (15-25 hải lý một giờ, 8–13 m/s) rất phổ biến vào những buổi chiều mùa hè - cũng như được sự bảo vệ khỏi đại dương rộng lớn. Du thuyền buồm và đua thuyền là các hoạt động giải trí phổ biến, và Vùng Vịnh San Francisco cũng là nơi có nhiều thủy thủ nổi tiếng hàng đầu thế giới.
Đường dành cho xe đạp và lối đi dành cho người đi bộ dọc theo bờ biển được biết đến với tên gọi Đường mòn Vịnh San Francisco, kéo dài và bao quanh rìa vịnh.
Đường mòn San Francisco Bay Area Water, một mạng lưới các điểm bắt đầu và kết thúc các chuyến đi thuyền, cho người sử dụng thuyền nhỏ không có động cơ (như thuyền kayakers)  ngày càng được xây dựng nhiều xung quanh vịnh. Các công viên và các khu bảo tồn xung quanh vịnh bao gồm khu bảo tồn sinh thái Eden Landing, Đường bờ biển Hayward, Khu bảo tồn Động vật Hoang dã Quốc gia Don Edwards San Francisco, Trung tâm Thông tin Hayward Shoreline, Bãi biển Tiểu bang Memorial Crown, Công Viên Tiểu bang Eastshore, Đường bờ biển Point Isabel, Đường bờ biển Đảo Brooks, và Công viên César Chávez.
Đường mòn San Francisco Bay Area Water là một hệ thống quy hoạch được thiết kế nhằm nâng cao khả năng tiếp cận đến vịnh của thuyền nhỏ không có động cơ. Quỹ Bảo tồn bờ biển California đã thông qua kế hoạch tài trợ vào tháng 3 năm 2011 để bắt đầu thực hiện hện thống đường mòn này.